# 中村安寿
中村 安寿（なかむら あんじゅ、2000年1月23日 - ）は、北海道札幌市出身のノルディック複合選手である。東海大学卒業。兄はスキージャンプ日本代表の中村直幹。

## 来歴
5歳からクロスカントリースキーを始め、東海大学付属札幌高等学校在学中の高校1年生の時にノルディック複合に転向した。2020年2月のコンチネンタル杯（W杯の下部大会）のオーストリア・アイゼンエルツ大会で個人戦初優勝し、続く2戦目にも3位に入った。
2020-21シーズン、2020年12月18日にオーストリアのラムソーで開催されたノルディックスキーワールドカップの今季から実施されたノルディック複合女子競技で3位に入った。2021年2月27日にドイツのオーベルストドルフで開催された初実施の複合女子ノーマルヒルでも日本勢最高の4位に入った。
2021-22シーズン、2022年1月8日のW杯第6戦マススタート（イタリア・バルディフィエメ）で2位となった。さらに2022年3月12日のW杯複合個人第7戦（ドイツ・ショーナッハ）で初優勝を果たした。
ノルディック複合女子は現段階で五輪の正式種目ではないが、将来的な正式種目採用を見据え、五輪への出場意欲と金メダルを目指すことを語っている。